# Варава
Варава је библијска личност Новог завета.
У ноћи између Великог четвртка и Великог петка, Исуса Христа су мучили и бичевали. Понтије Пилат је предао Исуса Јудејцима, рекавши да не може да га осуди, јер није нашао никакве кривице, и да је тај човек невин. Јудеји су увидели да могу само да муче Исуса, али да не могу да Га осуде, па су рекли Пилату да се Исус у ствари буни против императора, јер себе проглашава царем, а за такав грех Римљани морају да казне починиоца. Како је то било уочи Пасхе, највећег јудејског празника, обичај је налагао да се један затвореник пусти на слободу. Пилат је питао народ кога да ослободи: Исуса Христа или Вараву, разбојника, који је убио неколико римских војника. Светина, нахушкана од фарисеја, тражила је Вараву. Пилат је питао шта да уради с Исусом, а светина је урлала: „Распни га! Распни га!”